# オーソン・ウェルズのフェイク
『オーソン・ウェルズのフェイク』は、1973年公開のオーソン・ウェルズが監督・脚本・主演を担当した映画である。オリジナル要素の強い作品としては、ウェルズが完成させた最後の長編映画である。フランス語版のタイトルは「真実と嘘 Vérités et Mensonges」。
贋作画家エルミア・デ・ホーリー、ホーリーの伝記を書いた作家クリフォード・アーヴィングらに、ウェルズがインタビューするというドキュメンタリーの体裁をとっている。しかし、アーヴィングはハワード・ヒューズの自伝の偽造者であった。そして、ウェルズ自身が披露する話など、次第にストーリーの虚実が曖昧になっていく。ウェルズ自身は、本作を「映画のエッセイ」だと評した。ウェルズが制作した9分にわたる予告編は、本編とは無関係の素材を用いた完全オリジナルのものである（ウェルズ自身など、本編の登場人物は一部登場する）。
1973年9月のサン・セバスティアン国際映画祭に出品され、のち欧米や日本で公開された。他のウェルズ作品同様に公開当時は不評であり、死後に評価が進んだ。

## 出演
※括弧内は日本語吹替
- オーソン・ウェルズ（石田弦太郎）
- オヤ・コダール（英語版）（幸田直子）
- エルミア・デ・ホーリー
- ジョセフ・コットン
- フランソワ・レシャンバック
- リチャード・ウィルソン (監督)（英語版）
- ポール・スチュワート (俳優)（英語版）
- マーク・フォーギー
- アレクサンダー・ウェルズ
- ゲイリー・グレイヴァー（英語版）
- アンドレス・ヴィチェンテ・ゴメス（英語版）
- フリオ・パリンカス
- クリスチャン・オダッソ
- フランソワーズ・ウィドホフ
- ピーター・ボグダノヴィッチ
- ウィリアム・アランド
- ハワード・ヒューズ
- ジャン=ピエール・オーモン
- ローレンス・ハーヴェイ
- クリフォード・アーヴィング
- ニーナ・ヴァン・パラント（英語版）